# Balmaseda
Balmaseda (spanisch: Valmaseda) ist ein Ort und eine Gemeinde mit 7.633 Einwohnern (Stand: 2024) in der Provinz Bizkaia in der Autonomen Gemeinschaft Baskenland im Norden Spaniens.

## Lage
Balmaseda befindet sich an einem alten Handelsweg ca. 30 km südwestlich von Bilbao im Tal des Río Cadagua in einer Höhe von ca. 150 m ü. d. M. Balmaseda ist der Hauptort der Comarca Las Encartaciones und liegt nahe der historisch bedeutsamen Grenze zu Kastilien-León.

## Bevölkerungsentwicklung
| Jahr      | 1842  | 1900  | 1950  | 1970  | 2001  | 2011  |
| Einwohner | 1.539 | 3.129 | 4.797 | 7.412 | 7.069 | 7.681 |

Infolge der industriellen Entwicklung ist die Bevölkerung der Kleinstadt im 20. Jahrhundert kontinuierlich angewachsen.

## Wirtschaft
In früheren Jahrhunderten lebten die Bewohner des Ortes weitgehend als Selbstversorger von der Landwirtschaft, zu der auch der Weinbau und die Viehzucht gehörte. Einige übten ein Handwerk oder ein Gewerbe aus. Balmaseda ist heute ein nicht unbedeutendes Zentrum der Möbel- und Metallverarbeitung der Region.

## Geschichte
Prähistorische Kleinfunde wurden auf dem Gemeindegebiet gemacht. Die Gründung des Ortes geht jedoch auf das Jahr 1199 zurück, als die Gegend bereits längere Zeit von den Mauren zurückerobert war; trotzdem war die strategische Lage zwischen Fluss und bergigem Hinterland nahe der umstrittenen Grenze zwischen dem Königreich Navarra und Kastilien von großer Bedeutung. Außerdem lag der Ort am Jakobsweg (Camino de Santiago) zwischen Bilbao und Villafranca del Bierzo.

## Sehenswürdigkeiten

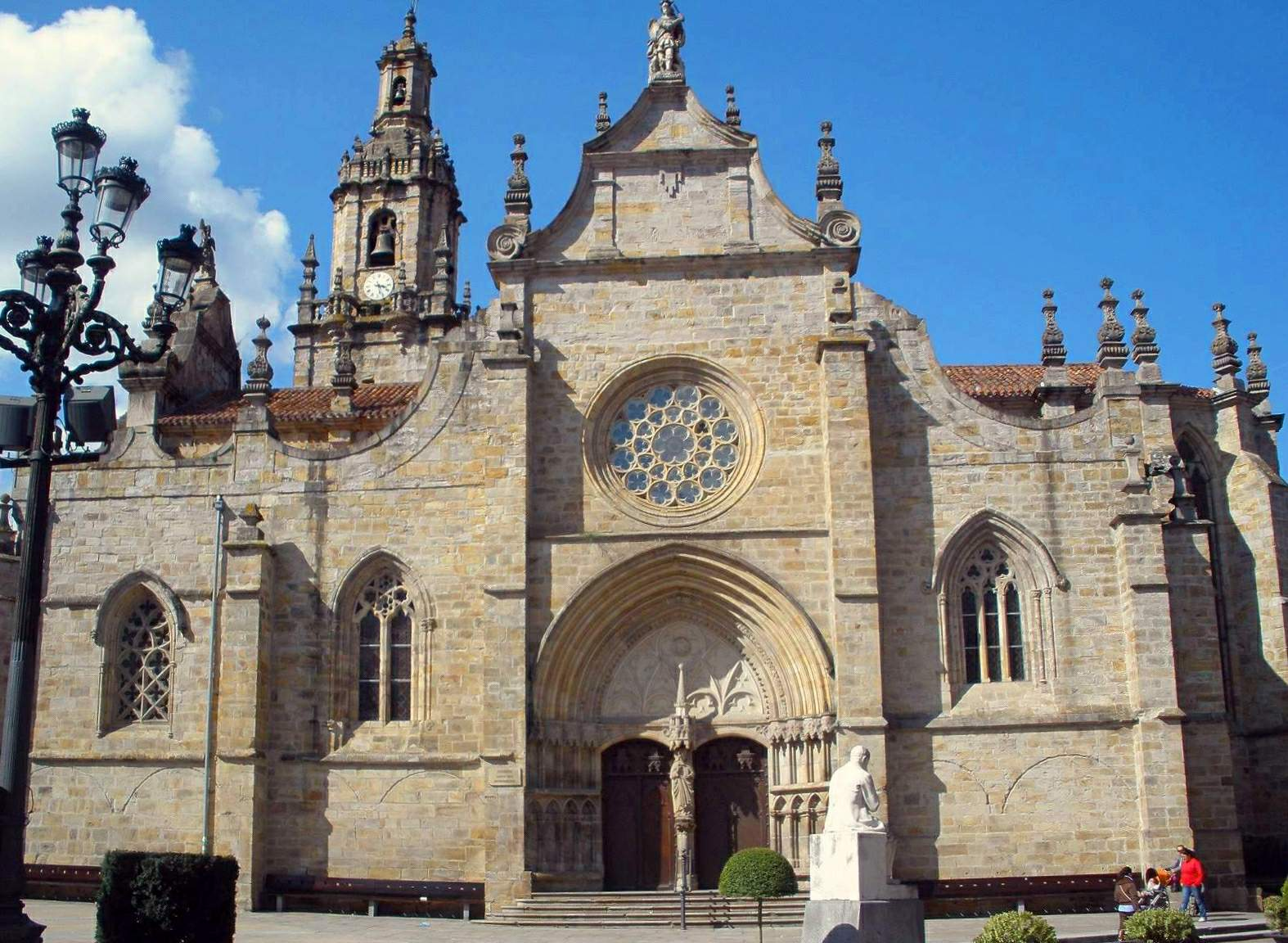
Kirche San Severino

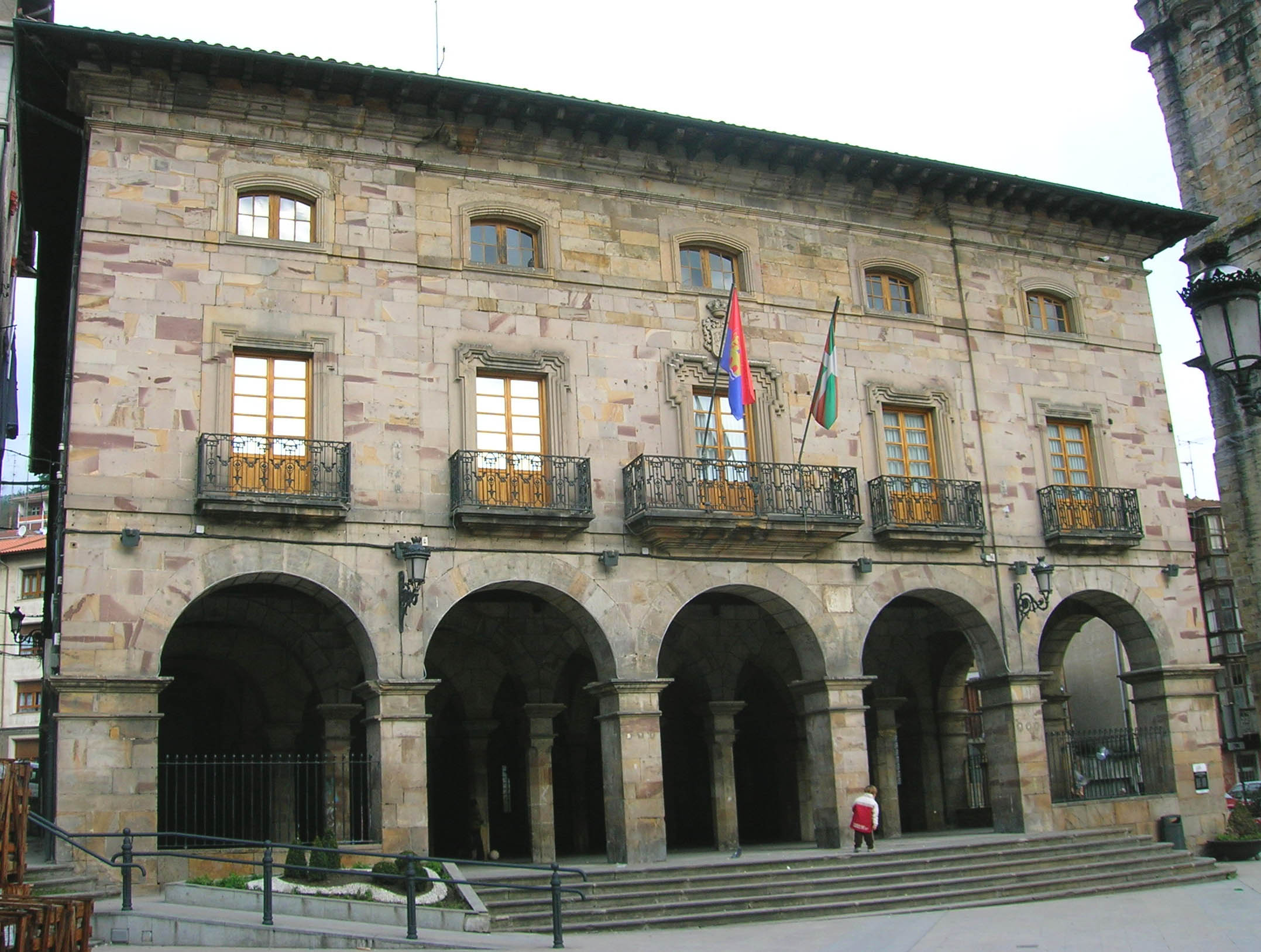
Rathaus

- Bedeutendstes Zeugnis der Ortsgeschichte ist die dreibogige Brücke (puente viejo) mit beidseitig ansteigendem Mittelteil aus dem 13. Jahrhundert, die wohl einen Vorgängerbau ersetzt hat. Auf dem stadtseitig gelegenen Brückenpfeiler befindet sich ein Brückenturm, der ehemals sowohl wirtschaftlich (Zollerhebung) als auch militärisch (Verteidigung) von Bedeutung war. Deutlich zu erkennen ist das unterschiedliche Steinmaterial von eigentlicher Brücke (Haustein) und – wahrscheinlich erst später hinzugefügten – seitlichen Brüstungsmauern (Bruchstein).
- Bedeutendste Kirche der Stadt ist die heute als Pfarrkirche dienende Iglesia de San Severino aus dem 14. Jahrhundert mit barocken Veränderungen. Es ist eine dreischiffige Hallenkirche mit nur leicht erhöhtem Mittelschiff. Das romanische Portal eines Vorgängerbaus ist noch erhalten.
- Die spätgotische Kirche San Juan Bautista del Moral hat ein Renaissanceportal. Das sterngewölbte Kirchenschiff ist zu einem Museum der Stadtgeschichte umgebaut worden.
- Das Mittelgeschoss des im 18. Jahrhundert erbauten Rathauses (ayuntamiento) mit seinen repräsentativ gerahmten Balkonfenstern ruht auf einer pfeilergestützten Halle im Erdgeschoss. Das Obergeschoss verfügt lediglich über kleine gewölbte Fenster.
- Der Palacio de Horcasitas ist ein dreigeschossiges städtisches Adelspalais aus dem 17. Jahrhundert mit zwei steinernen Wappenschilden.

## Gemeindepartnerschaften
Balmaseda unterhält Partnerschaften mit den Gemeinden:
- San Severino Marche  Italien
- Balmaseda  Chile
- Tifariti  Westsahara

## Persönlichkeiten
- Francisco de Mendoza (1550–1623), Admiral von Aragon, spanischer Oberbefehlshaber im Achtzigjährigen Krieg
- Juan Urteaga Loidi (1914–1990), spanischer Organist, Chorleiter, Musikpädagoge und Komponist
- Carmelo Morales (1930–2003), Radrennfahrer
- Gregorio San Miguel (* 1940), Radrennfahrer